# 검은머리흰따오기
검은머리흰따오기(Black-headed ibis)는 흔히 인도흰따오기(Indian white ibis), 검은목따오기(Black-necked ibis)라고도 불리는 이 새는 따오기아과에 속하는 물새의 한 종으로, 인도에서 서쪽, 일본까지 남아시아와 동남아시아에서 번식한다. 이 새는 전체적으로 흰색 깃털에 검은 목과 머리를 가진 유일한 토종 따오기 종이다. 아래로 구부러진 부리와 다리도 검은색이다. 흔히 습지 종이라고 불리지만, 검은머리흰따오기는 자연 서식지와 인공 서식지의 다양한 범위에서 먹이를 찾다. 이 따오기 종은 우기에만 둥지를 꾼다.

## 묘사
검은머리흰따오기는 남아시아와 동남아시아에 서식하는 여러 대형 물새 종 중 하나로, 성체의 길이는 65~76cm이다. 흰 깃털은 눈에 띄는 벌거벗은 검은 목과 머리, 그리고 아래로 굽은 검은 부리와 극명하게 대조된다. 성체의 꼬리는 번식기 동안 연한 회색 장식 깃털을 가지고 있어 분출이 검게 변한다. 번식기에는 날개 아래의 맨 반점이 피처럼 붉게 변한다. 일부 번식하는 성체의 머리는 푸른빛을 띠거나 목 뒤에 분홍색이나 밝은 빨간색 반점이 있는 경우는 매우 드문다. 일부 번식하는 성체는 목 뒤에 흰 깃털이 자라기도 하며, 가슴과 등에 노란 색을 띠는 경우는 드문다. 성별은 동일하지만, 성체는 목에 회색 깃털이 있고 날개와 등에 갈색 회색 깃털이 얼룩져 있어 성체와 구별할 수 있다. 황새과와 저어새아과처럼 성체는 진정한 음성 생성 메커니즘이 없으며, 둥지에서 쌍이 내는 복화술적인 신음 소리를 제외하고는 조용하다.

## 분포 및 서식지
검은머리흰따오기는 인도, 파키스탄, 방글라데시, 스리랑카, 네팔, 캄보디아, 태국, 중국, 홍콩, 인도네시아, 말레이시아, 미얀마, 필리핀, 러시아, 베트남이 원산지이다. 이들은 일본, 대한민국, 라오스, 몽골에서 이동하거나 방랑하는 동물이다. 이 종은 인도, 스리랑카, 네팔, 미얀마에서 널리 번식하는 조류이며, 캄보디아, 인도네시아, 말레이시아, 태국, 베트남에서는 서식지나 번식지가 거의 없을 정도로 감소했다. 최근 가장 급격한 감소는 수마트라섬의 개체 수로 추정된다.
검은머리흰따오기는 다양한 자연 및 인공 서식지를 활용할 수 있어 매우 다재다능하다. 여기에는 담수와 바닷물 습지, 호수와 연못뿐만 아니라 논, 갓 경작한 농작물 밭, 관개 수로, 강변, 저수지, 도시 호수, 개방형 하수 배수로, 방목장, 쓰레기 투기장 등이 포함된다. 검은머리흰따오기는 인도 남서부 우타르프라데시주와 같은 농경지에서 계절에 따라 다양한 선호되는 먹이 찾기 서식지를 변경한다. 여름에는 주로 자연 습지와 휴경지를 사용하며 선호하지만, 계절풍에는 다양한 농경지를 사용하기 위해 더 고르게 분포한다. 남부 라자스탄주와 같이 숲과 바위 언덕이 많은 지형에서는 습지가 연중 선호되는 서식지이며 계절에 따라 사용되는 서식지의 차이가 거의 없다. 더 많은 도시 경관에서 검은머리흰따오기의 풍부함은 농작물 밭, 습지 및 개방된 지역과 양의 상관관계가 있었다. 건조한 여름에는 개방된 하수도가 더 많이 사용되며, 검은머리흰따오기는 계절풍 기간 동안 방목지의 사용을 증가시킨다.
습지 근처 왜가리 서식지에 둥지를 틀고 있다. 풀과 실이 줄지어 있는 막대기로 둥지를 만든다. 도시의 오래된 나무는 밤잠을 자고 둥지를 틀기 위해 사용된다.
보호 습지에서 검은머리흰따오기의 일일 활동 예산은 따오기가 먹이를 먹는 데 가장 많은 시간을 할애하는 것으로 나타났으며 (48%), 그 다음으로 휴식을 취하는 것으로 나타났다(23%).